# Бельдібі

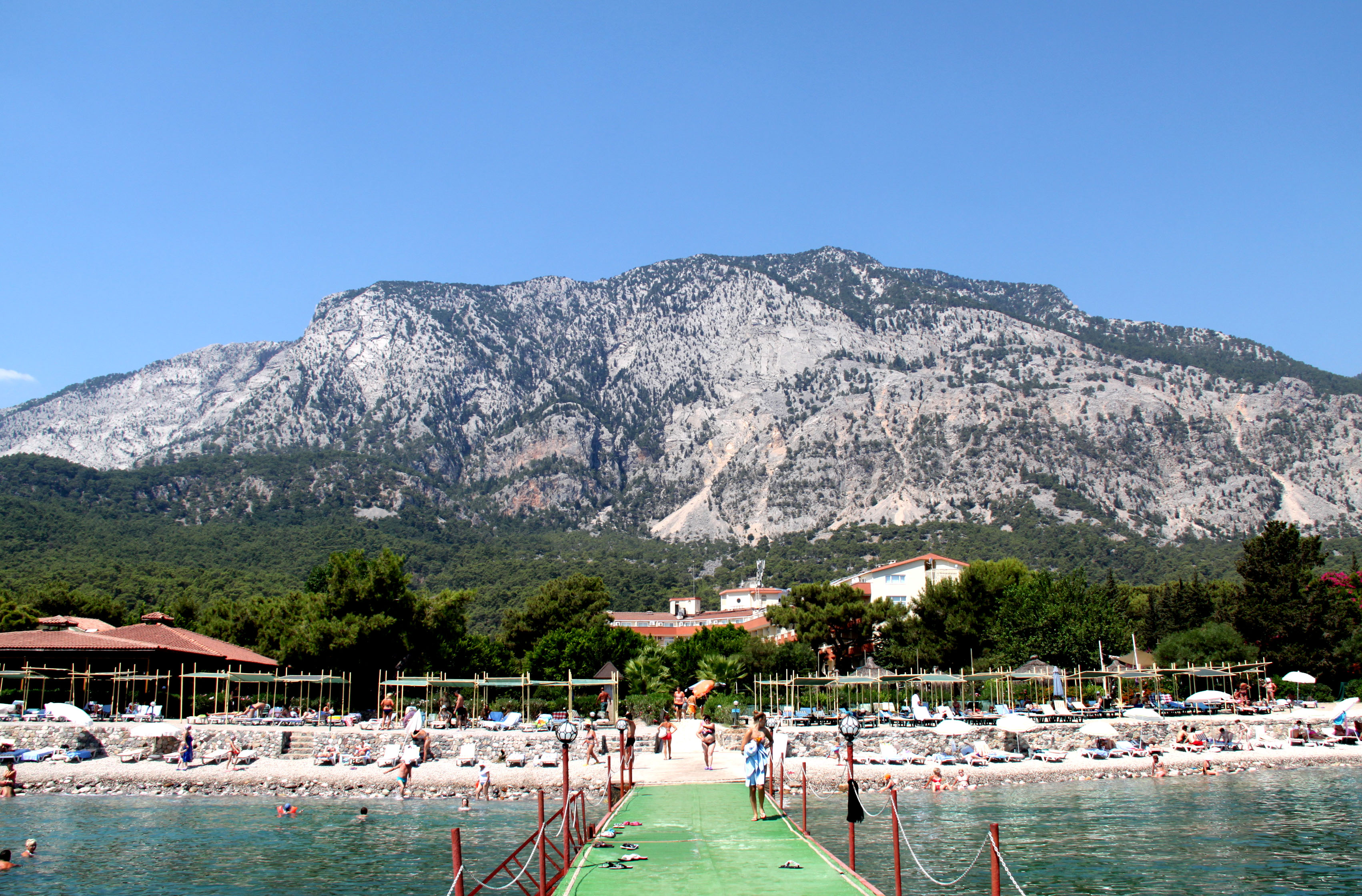
Вид на схили Тавра з пляжів Бельдібі

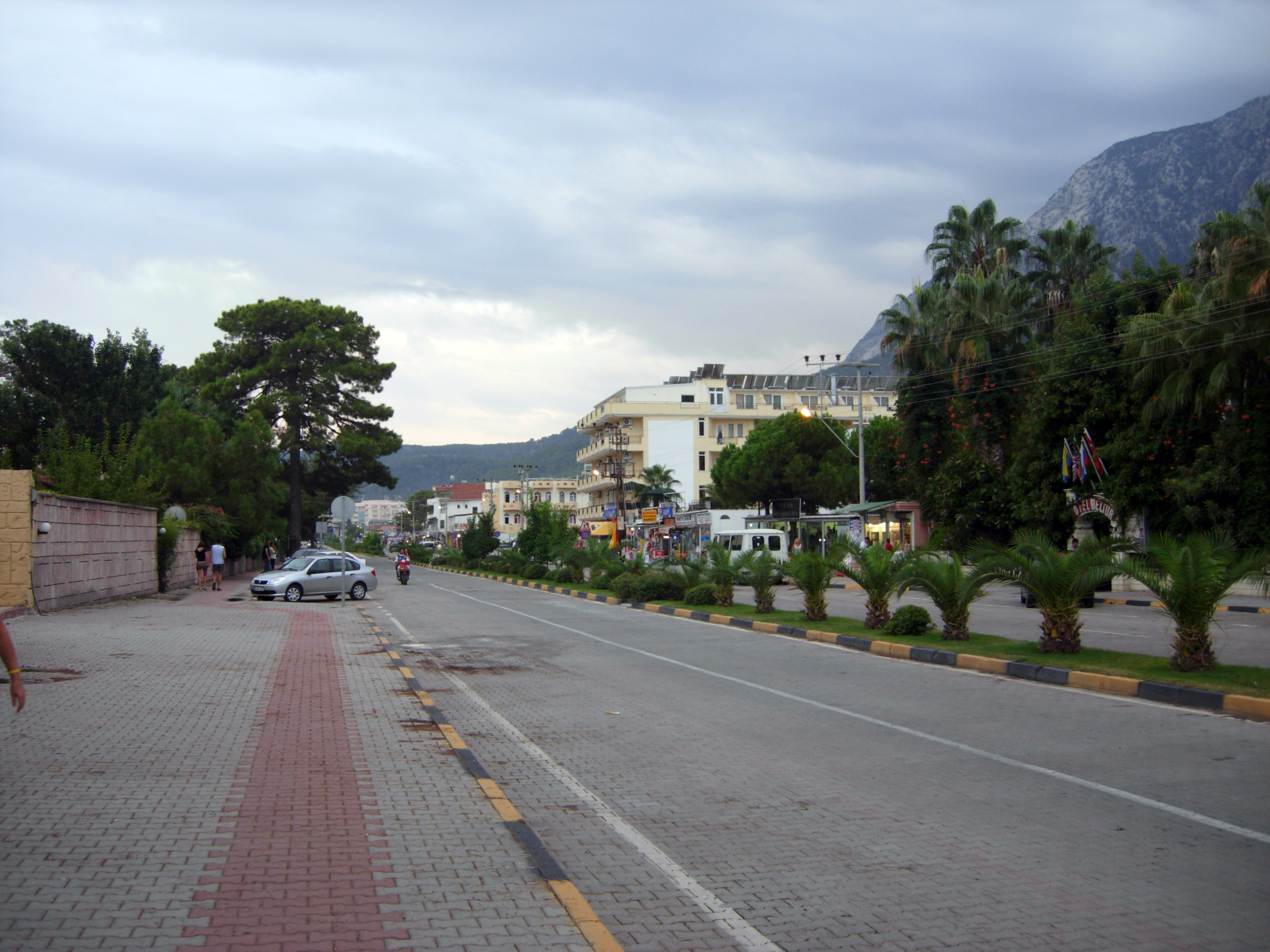
Центральна вулиця Ататюрка

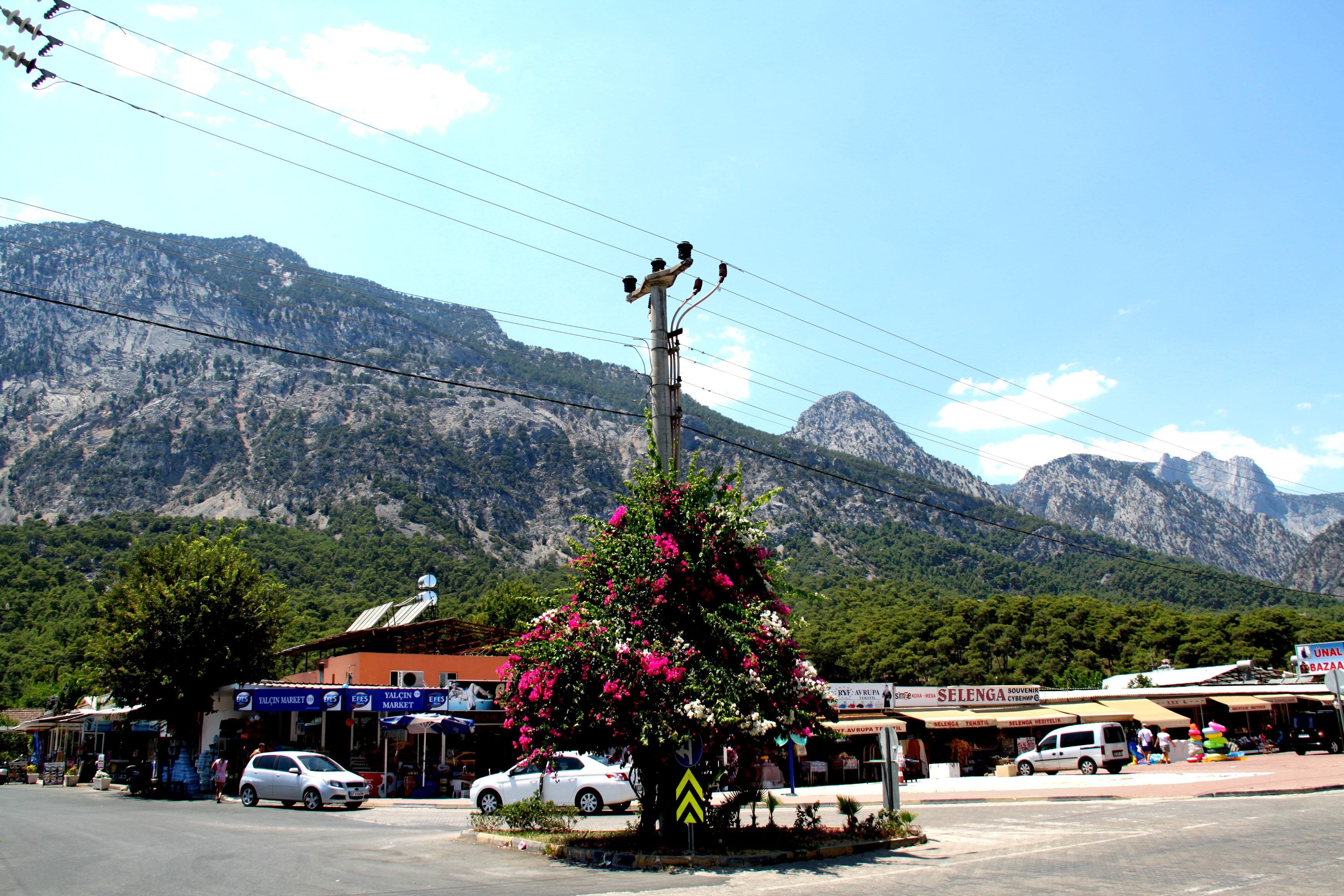
Перехрестя в Бельдібі

Бельдібі (тур. Beldibi) — курортне місто і муніципалітет в районі Кемер провінції Анталія. Ділиться на 3 райони: Бельдібі−1, -2 і -3.

## Історія Бельдібі
При розкопках 1950-60 років були знайдені поселення, що датуються першими століттями до нашої ери.
Свою назву містечко отримав від назви невеликої річки Бельдібі, довжина якої становить близько 4 км.
Слово Бельдібі складається з двох частин: bel — талія, пояс і dibi — дно. У Туреччині є 6 населених пунктів з цією назвою.
В минулому — невелике село пастухів. Перші готелі рівня 3 і 4 зірки в місті з'явилися у другій половині 80-х років 20-го століття. І відтоді курорт росте і розвивається. З 1990—1995 років почалося активне будівництво готелів вищого класу, у той час, як деякі готелі в північній частині міста, так і залишилися недобудованими та зараз занедбані.

## Розташування
Бельдібі знаходиться на південь від міста Анталія, приблизно за 25 кілометрів від її центру. За 39 кілометрів від аеропорту Анталії та 17 кілометрах від Кемера. Бельдібі розташоване у довгій вузькій рівнині та витягнуте уздовж узбережжя паралельно схилах Тавра на 7 кілометрів. Воно являє собою довгу вулицю, вздовж якої побудовані будинки, готелі та магазини. Ближче до гірських схилів проходить швидкісне шосе Анталія-Кемер.

## Економіка
В Бельдібі в основному було розвинене тваринництво. Сільського господарства практично не було через відсутність придатної родючої землі. Зараз економіка Бельдібі орієнтується на туризм.

## Туризм
Через вдале розташування селища в курортному регіоні Анталії в Бельдібі процвітає туризм завдяки численним готелям, побудованим поблизу морського берега вздовж довгої вулиці. Магазини торгують ювелірними прикрасами, виробами зі шкіри, турецькими солодощами та сувенірами. Крім дрібних магазинчиків на головній вулиці працює кілька мережевих супермаркетів приймають банківські картки. Велика частина населення, бере участь у сфері обслуговування туризму, розуміє російську мову.
Берег моря в основному складається з великої гальки. Біля деяких готелів на берег привезений дрібний пісок, побудовані пірси. Пляжі в більшості являють собою пісок c галькою, а біля моря і сам захід у море — камені. Навіть при невеликих хвилях від піщаного дна піднімається дрібна суспензія, і видимість у воді погіршується.
Пішохідна набережна (як в Мармарісі, Кемері) вздовж берега моря практично відсутня, за винятком 700-метрової смуги при невеликому парку на півдні міста.

## Екологія
Головна вулиця в основному чиста, однак чим далі від неї — тим більше сміття. За межами міста в найближчій смузі лісу зустрічаються стихійні звалища. У самому місті легко натрапити на кинуті проржавілі автомобілі чи будинки, чиї ділянки практично перетворилися на звалище.

## Природа
Гориста місцевість, покрита складно прохідними сосновими лісами. В кілометрі від міста починаються гори, до яких можна добратися по висохлому руслу річки Бельдібі. Там же, минувши ущелини, можна піднятися на кілометрову вершину. Однак звичайному туристу краще обмежитися найближчими сопками, на які легко знайти прокладені дороги.
В лісах водяться кабани, чиї сліди легко виявити.

## Клімат
Купальний сезон триває з травня по жовтень.
| Клімат {{{location}}} | Клімат {{{location}}} | Клімат {{{location}}} | Клімат {{{location}}} | Клімат {{{location}}} | Клімат {{{location}}} | Клімат {{{location}}} | Клімат {{{location}}} | Клімат {{{location}}} | Клімат {{{location}}} | Клімат {{{location}}} | Клімат {{{location}}} | Клімат {{{location}}} | Клімат {{{location}}} |
| Показник              | Січ.                  | Лют.                  | Бер.                  | Квіт.                 | Трав.                 | Черв.                 | Лип.                  | Серп.                 | Вер.                  | Жовт.                 | Лист.                 | Груд.                 |                       |
| --------------------- | --------------------- | --------------------- | --------------------- | --------------------- | --------------------- | --------------------- | --------------------- | --------------------- | --------------------- | --------------------- | --------------------- | --------------------- | --------------------- |

## Транспорт
Проїзд з Бельдібі в Кемер або Анталію на маршрутному автобусі — 2-4$. Автобуси регулярно ходять по центральній вулиці селища, однак, вони майже завжди переповнені. Ціни на таксі — 20€ в Кемер, 40€ в Анталью, 60€ в аеропорт Анталії.
Прокат автомобілів — від $60 за добу (із заставою $400), скутера — від $25, велосипеда — $15 в день, або по $2 (у годину із заставою $50).

## Галерея

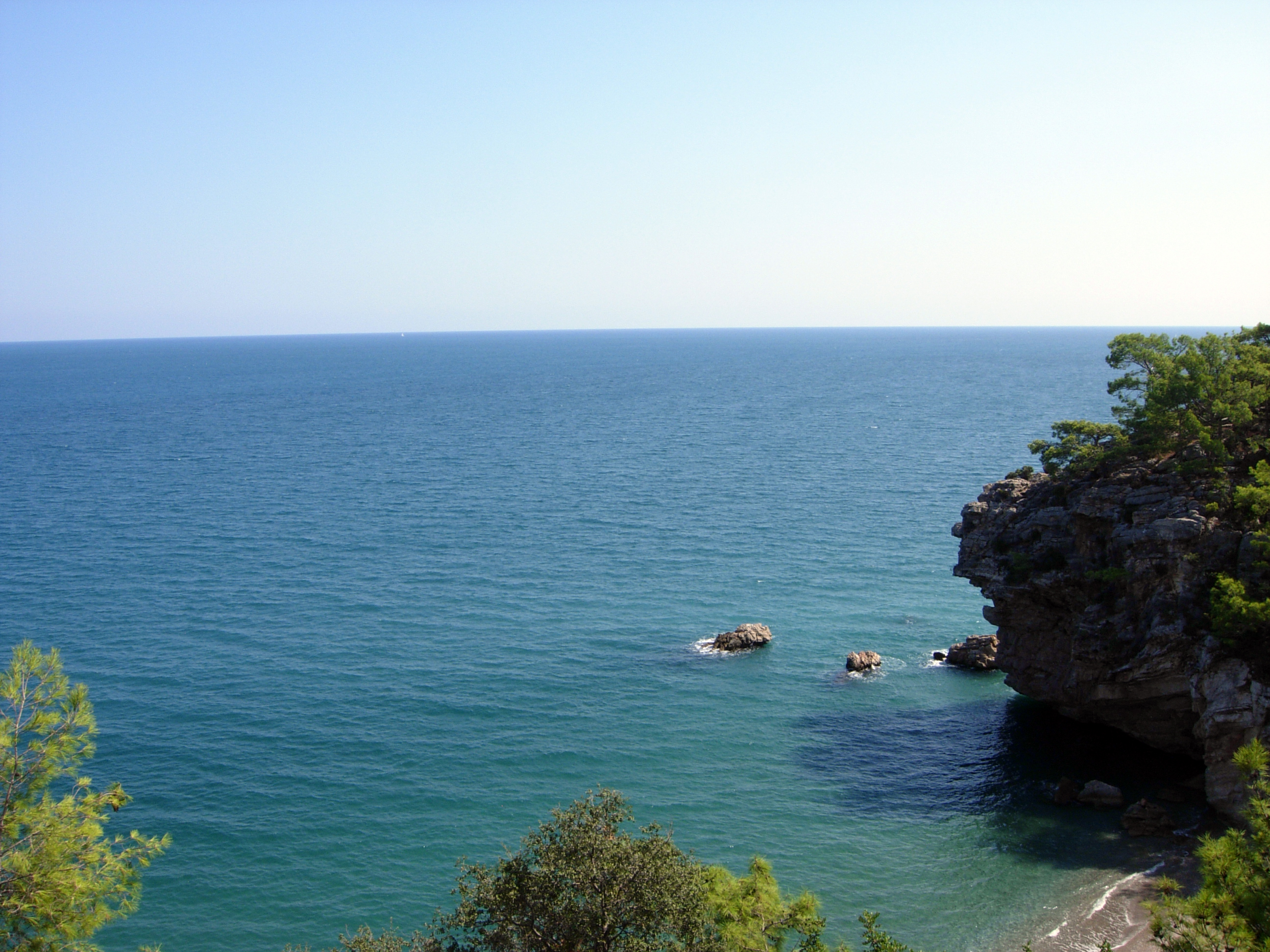
Дикий пляж Бельдібі
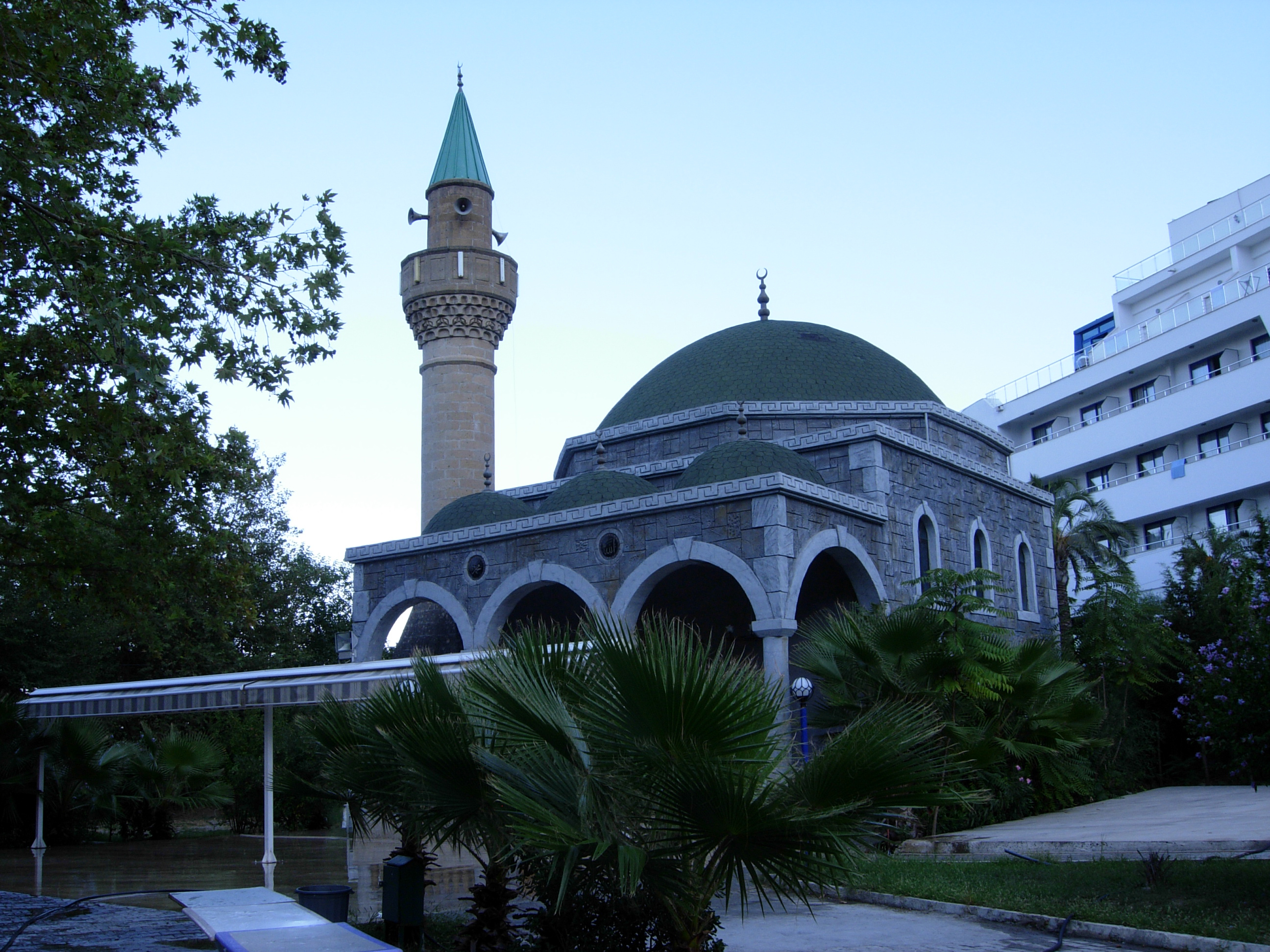
Мечеть в Бельдібі
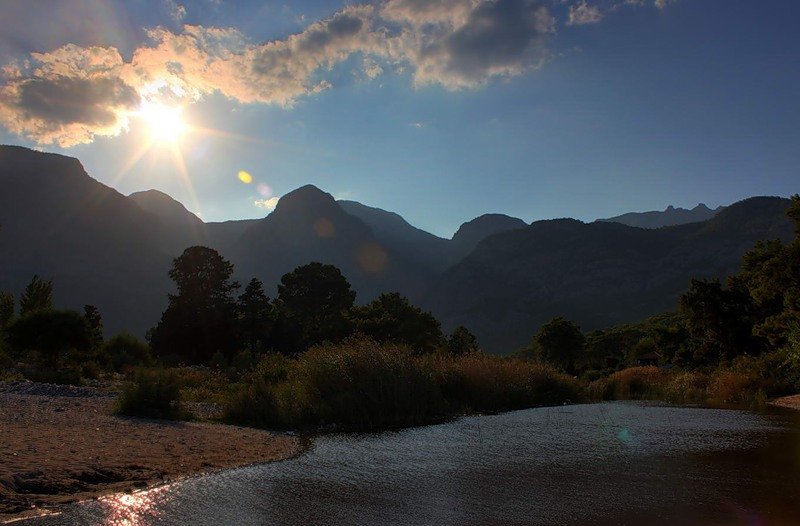
Русло річки Бельдібі
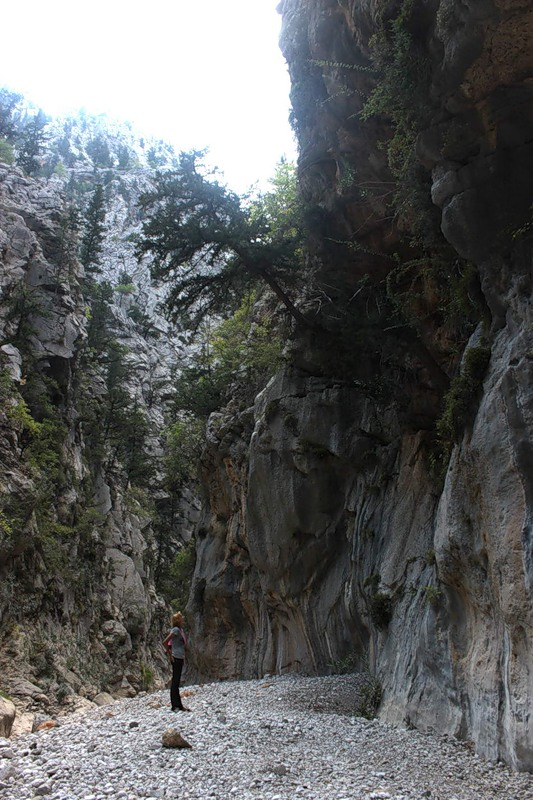
Русло річки в горах
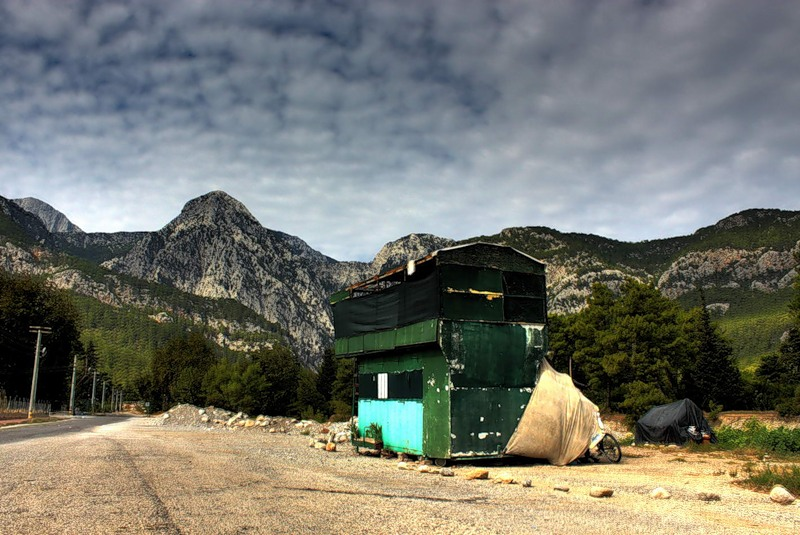
Північна частина Бельдібі
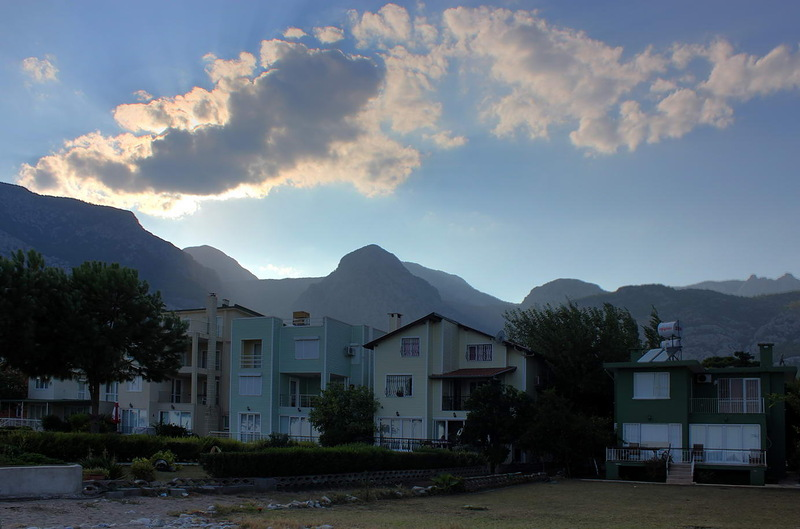
Пляж Бельдібі - готелі
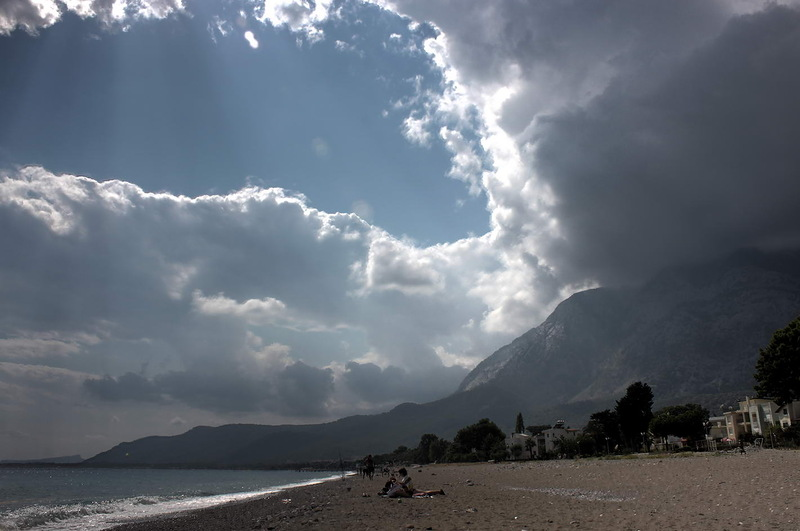
Пляж Бельдібі
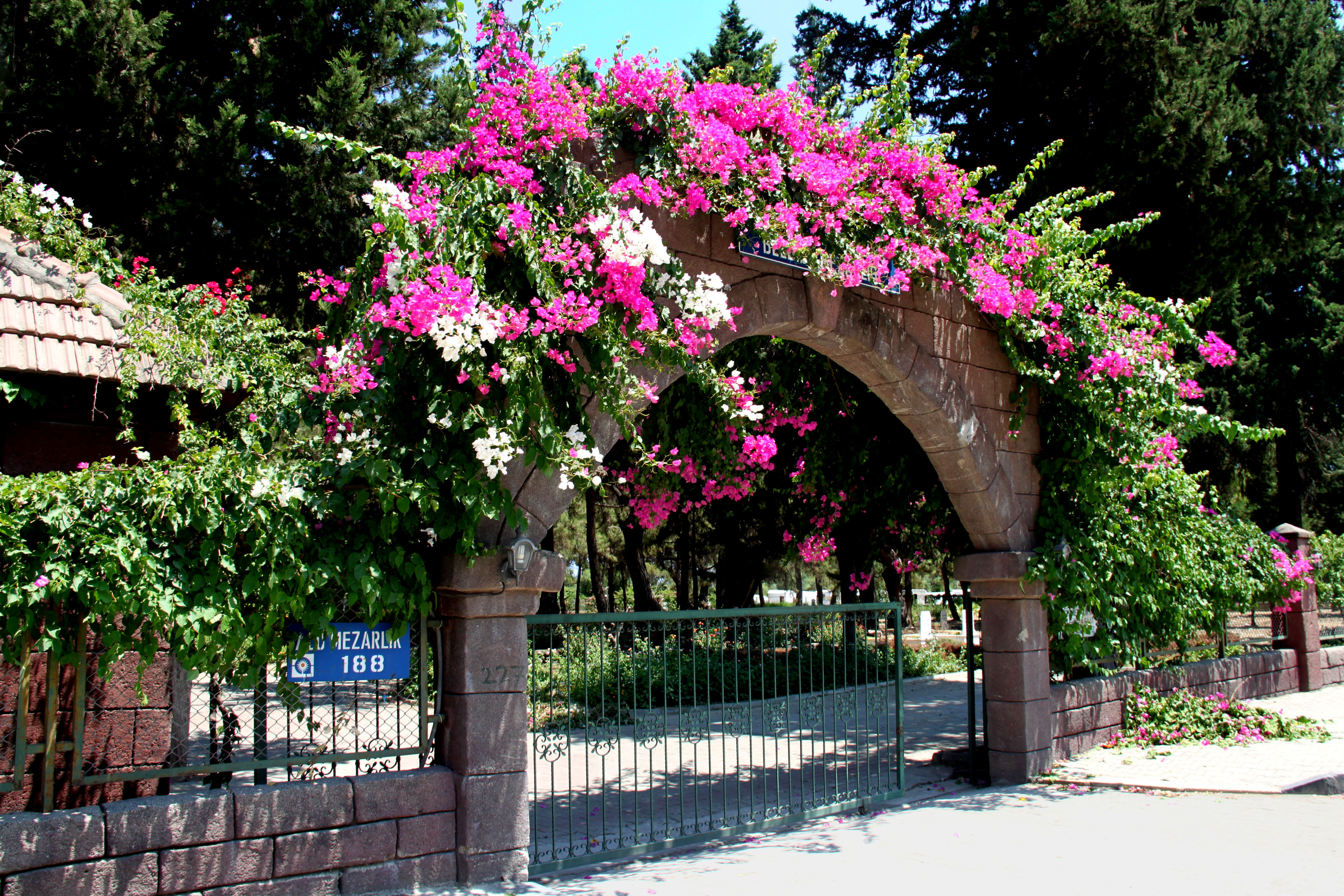
Вхід на кладовище
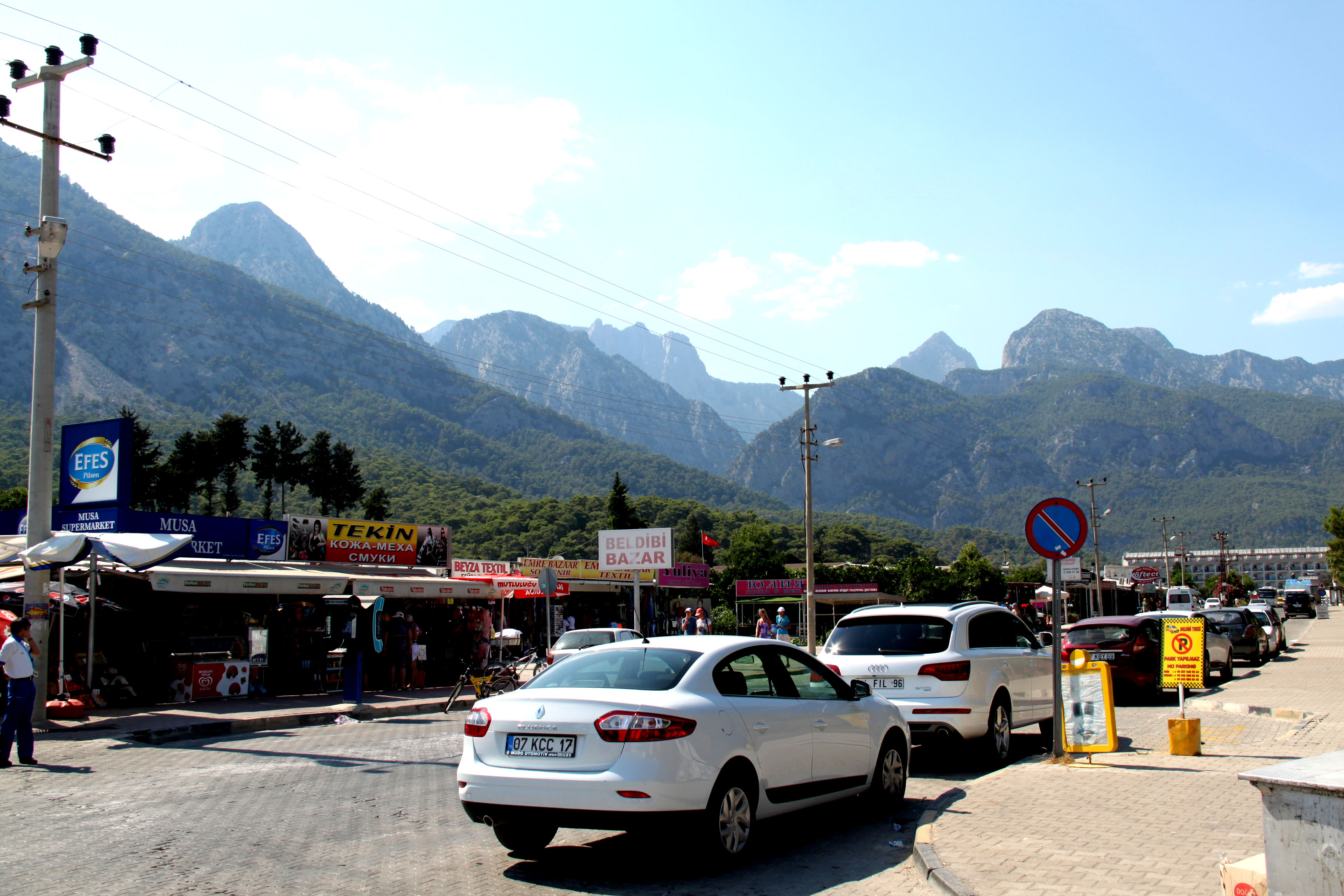
Вулиця Ататюрка
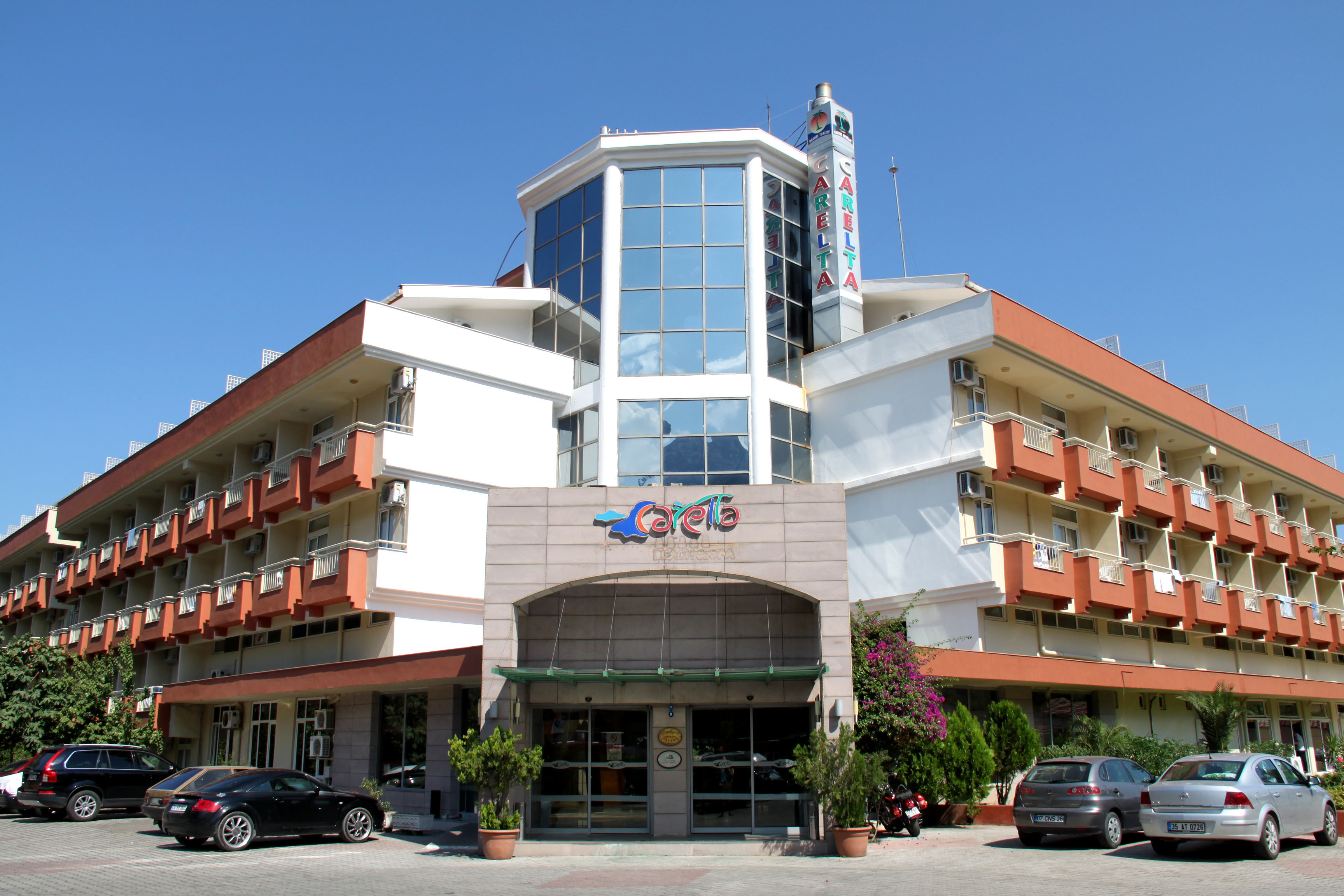
Готель на центральній вулиці
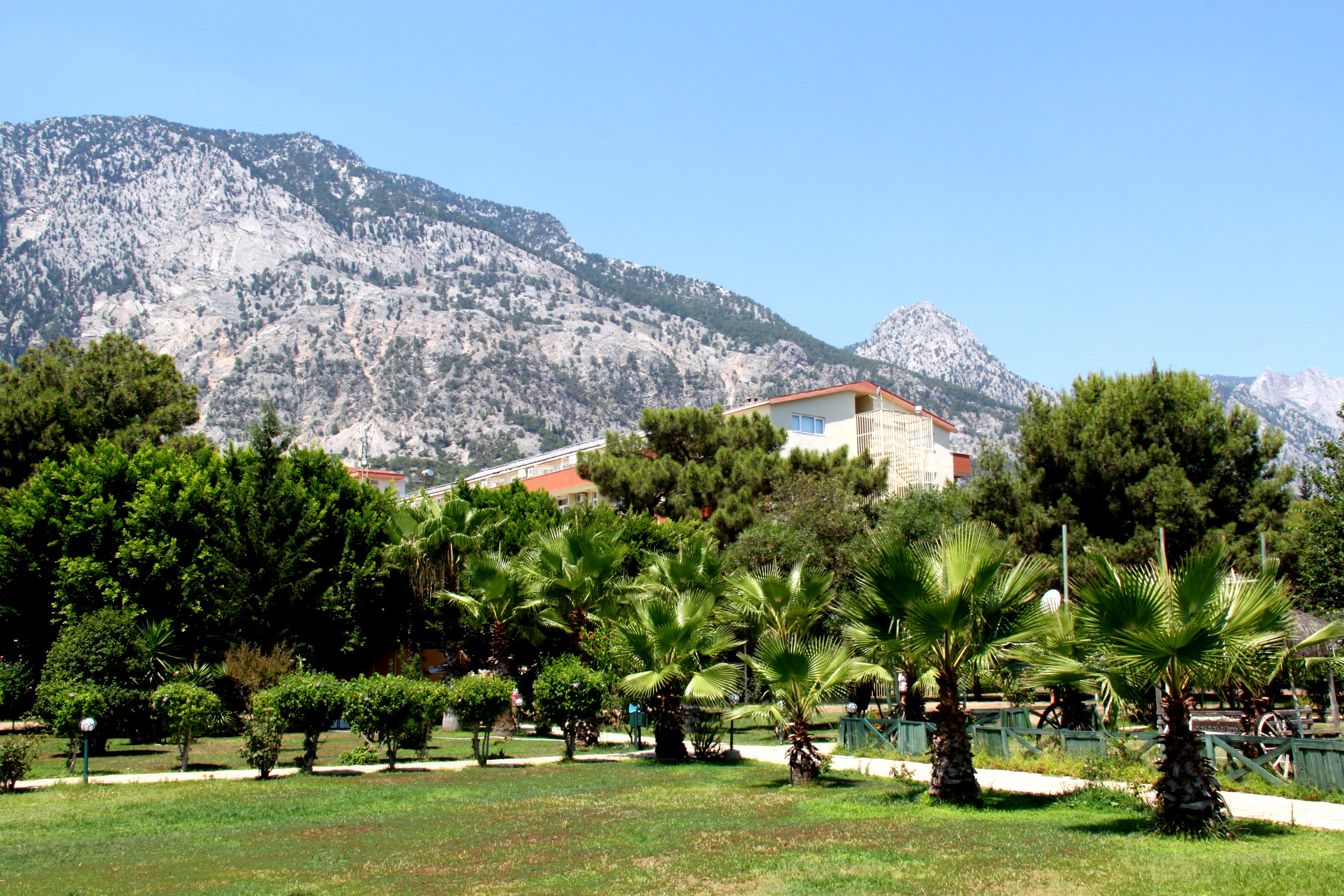
Вид на гори з міста
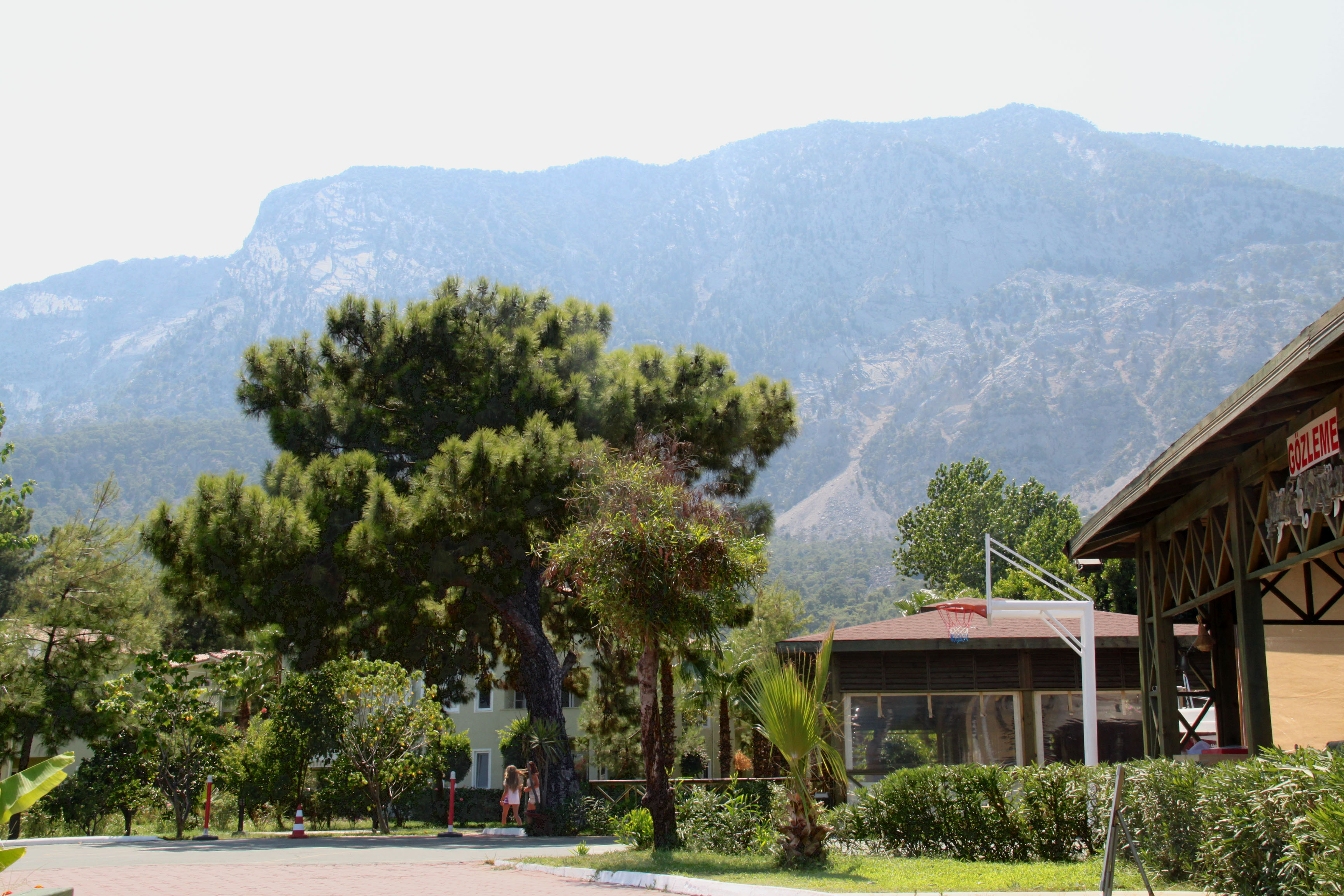
Доріжки в одному з готелів